# Marianne Pitzen

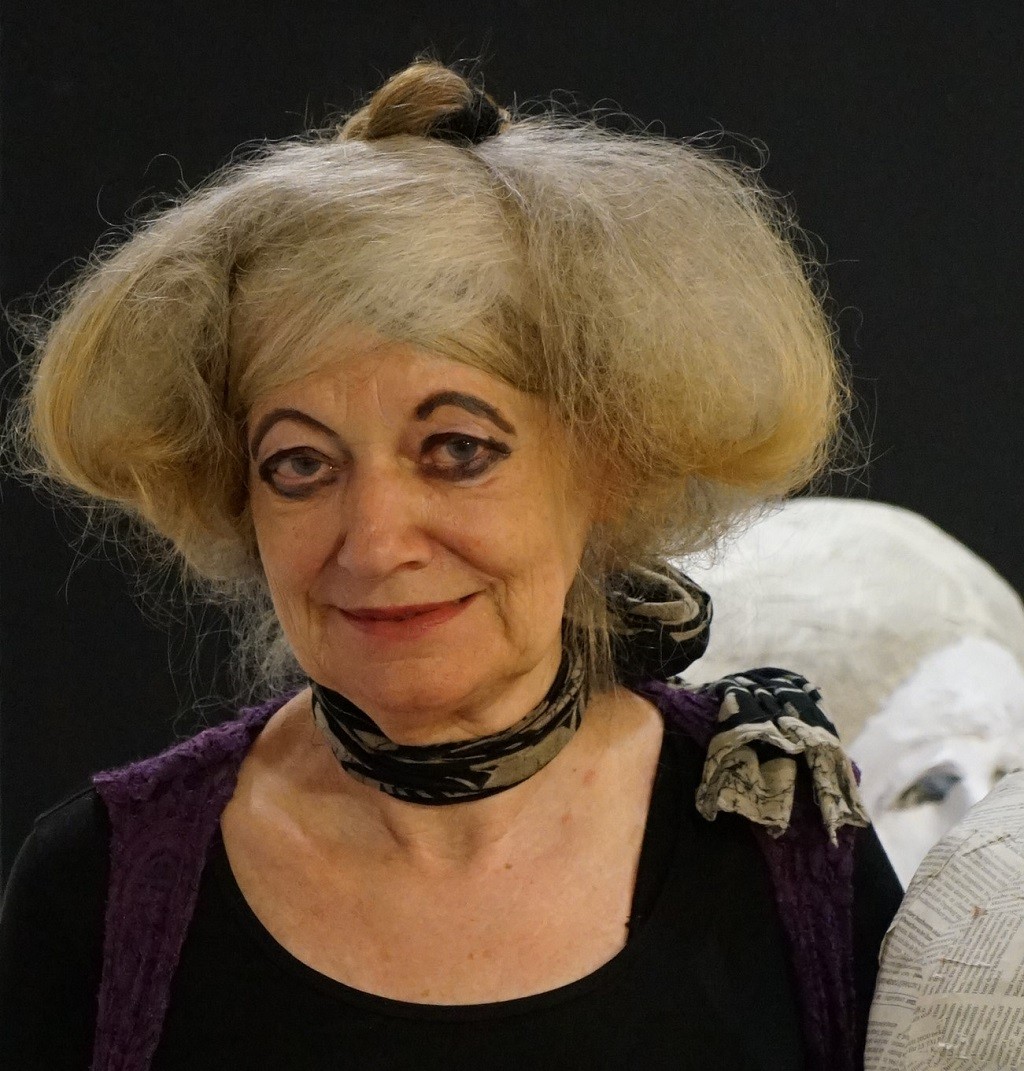
Marianne Pitzen (2021)

Marianne Pitzen (* 29. Mai 1948 in Stuttgart) ist eine deutsche Künstlerin und Museumsleiterin. 1981 gründete sie das Frauenmuseum Bonn.

## Leben
Marianne Pitzen führte 1969 ihre erste eigene Ausstellung durch. Drei Jahre später gründete sie die Galerie „Circulus“, 1974 zusammen mit ihrem Mann Horst Pitzen die Zeitschrift „Circular“. In dieser Zeit entstand die Gruppe „frauen formen ihre stadt“ und „Frau + Futura“. Wanderausstellungen von ihr gingen u. a. nach Zürich (Le Corbusier-Haus), Innsbruck (Galerie Krinzinger), Darmstadt (TH, Prof. Behnisch).
1981 gründete sie in Bonn das weltweit erste Frauenmuseum. Heute trägt sie nach wie vor für Konzeption und Organisation des Hauses die Verantwortung. Marianne Pitzen ist Mitglied der Künstlerinnengruppe „zart & zackig“.

## Kunstpolitische Aktionen im öffentlichen Raum
- „Pro Bundeskanzlerin“ (1997)
- Handtaschenaktion in N.Y (Metropolitan, Museum of Modern Art, Guggenheim, Whitney Museum) (1997)
- Aktion „Erhobenen Hauptes“ am 30.6. zur Documenta 11, Kassel (2002)

## Ausstellungen (Auswahl)
Einzelausstellungen in allen bekannten Frauengalerien (in Wien, Berlin und Ruhrgebiet)
- 1991 im Karl Ernst Osthaus-Museum, Hagen
- 1992 Stadtmuseum Zwickau
- 1994 Städt. Galerie am Fischmarkt, Erfurt
- 1998 Stadtmuseum Bonn
- 1999 Art Center, Ulan Bator
- 1999 Salzstadel der Stadt Regensburg
- 2001 Galerie Futura, Berlin
- 2001/02 Kunsttreff Faulturm, Großklärwerk zu Köln
- 2008 MP 60, Frauenmuseum Bonn

## Ehrungen und Auszeichnungen
- 2021 Rheinlandtaler des Landschaftsverbands Rheinland[2]
- 2014 Aufmüpfige Frau des Jahres der Stiftung aufmüpfige Frauen[3]
- 1998 Bundesverdienstkreuz am Bande der Bundesrepublik Deutschland
- 1991 Frau des Monats, WDR 1

## Veröffentlichungen (Auswahl)
- Die Rationale II: Konstruktive, konkrete Kunst, Bonn 2008.
- Paula: Hommage á Paula Modersohn-Becker, Bonn 2008.
- mit Kathrin Wallat (Hrsg.): 22. Kunstmesse im Frauenmuseum Bonn mit Vergabe des Valentine-Rothe-Preises. Verlag Frauenmuseum, Bonn 2012, ISBN 978-3-940482-57-0.